# Aga (socken i Kina, Guizhou)
Aga (kinesiska: 阿嘎, 阿嘎乡) är en socken i Kina. Den ligger i provinsen Guizhou, i den sydvästra delen av landet, omkring 160 kilometer väster om provinshuvudstaden Guiyang.